# Деснянское
Десня́нское (укр. Деснянське; до 2016 г. — Све́рдловка, до 1922 г. — Псаревка) — село в Коропском районе Черниговской области Украины. Население — 682 человека. Занимает площадь 3,567 км².
Код КОАТУУ: 7422288601. Почтовый индекс: 16212. Телефонный код: +380 4656.
В начале XI века гибнет поселение роменской культуры у села Свердловка.

## Власть
Орган местного самоуправления — Деснянский сельский совет. Почтовый адрес: 16212, Черниговская обл., Коропский р-н, с. Деснянское, ул. Свердлова, 71.